# Abarema curvicarpa
Abarema curvicarpa és una espècie de llegum del gènere Abarema de la família Fabaceae. Es pot trobar a Brasil, Guyana Francesa, Guyana i Suriname.

## Variants
Abarema curvicarpa var. rodriguesii és una varietat vulnerable que només es troba a la Reserva Forestal Adolfo Ducke, prop de Manaus (Brasil).